# Камено језеро (Псковска област)
Камено језеро (рус. Каменное озеро) слатководно је језеро глацијалног порекла смештено на крајњем западу Бежаничког рејона, на подручју Бежаничког побрђа, у централном делу Псковске области, односно на западу европског дела Руске Федерације. Језеро се налази у басену реке Каменке преко које је повезано са басеном Великаје и Балтичким морем.
Акваторија језера обухвата површину од око 3,5 км² (346,5 хектара, са острвима 357,6 хекатар), просечна дубина воде у језеру је око 8,6 метара, док је максимална дубина до 28,6 метара. Једно је од најдубљих језера у области. Ка језеру се одводњава подручје површине око 39 км².